# Bullionismo
El bullionismo o bullonismo (del inglés bullion, lingote de oro) es una doctrina económica que definía la riqueza como la cantidad de metales preciosos de los que se es propietario. Su práctica se basó en la acumulación de metales preciosos (monedas o lingotes) como única riqueza posible. También es conocido como metalismo. Es considerado como un mercantilismo arcaico.
También puede considerarse como definitorio de un sistema monetario estrictamente metálico, que no permita la emisión de papel moneda con libertad por el banco emisor, sino que refleje fielmente la existencia en metal precioso que lo respalde, y de esta forma impedir la inflación.
En su primera acepción se identifica con la política económica de la Monarquía Hispánica durante el Antiguo Régimen, especialmente por los Habsburgo (siglos XVI y XVII), mediante la obsesión reglamentista y el control sobre los metales preciosos que se extraían de América. Se pretende su acumulación al identificar riqueza y existencia de oro o plata, que llevaban asociado el prestigio y el poder. Se intentaba impedir la salida de oro o plata, lo que contribuía aún más al proceso de inflación denominado Revolución de los precios. Buena parte de los economistas españoles de la época, agrupados en la denominación arbitrismo, pueden ser considerados bullonistas.

## Bullionismo en Inglaterra
Surge en el siglo XVI a raíz de observar cómo Inglaterra poseía grandes cantidades de oro y plata debido a su superávit en la balanza de pagos. Hay que destacar que tales metales preciosos no procedían de sus territorios, pues tenían una producción propia prácticamente inapreciable.

### Thomas Milles
Thomas Milles (1550-1627), entre otros, recomendaron incrementar las exportaciones para conseguir un superávit comercial, convirtiéndolo así en metales preciosos de los que el país se adueñaba en detrimento del resto de estados.
Pese a que Inglaterra prohibió la exportación de libras o metales preciosos en torno a 1600, Milles prefería la vuelta al sistema de puertos con monopolio comercial, pues forzaría a los comerciantes a usar sus divisas para comprar bienes procedentes de Inglaterra, e igualmente, prevendría la salida de oro y plata del país. Hay que señalar que las teorías de Milles tendrían poco peso en la época.

### Gerard de Malynes
Gerard de Malynes (1586 - 1641) fue otro bullionista que publicó un libro titulado A Treatise of the Canker of England's Common Wealth (que en español podría traducirse por Un Tratado sobre la Úlcera del Common Wealth Inglés), en el que comentaba que el intercambio de divisas había sido más un intercambio de valor que un intercambio del peso de los metales, y que por ello el déficit de la balanza de comercio inglesa sería la consecuencia de un intercambio injusto de metales preciosos llevado a cabo por los bancos y los servicios de cambio de divisa.
Buscando eliminar las fluctuaciones en los tipos de cambio, exigía que se estableciese un cambio estricto para las monedas que estuviese calculada en base únicamente a la concentración de metal precioso y su peso. Sin embargo, Malynes no llegó a convencer a sus contemporáneos de que los cambistas eran los responsables de la salida de oro de la nación, ni de la legitimación de una monopolio de una venta de divisas realizado por la corona. Sí que tuvo éxito, en cambio, en lograr la primera controversia en el mundo de la economía: Edward Misselden se opuso a sus ideas en 1623 en su libro The Circle of Commerce: Or, the Balance of Trade (El Círculo de Comercio: O, el Equilibrio de Comercio).